# لهجة بون
بون (بالصومالية: Af Boon)‏ هي لغة كوشية منقرضة تقريبًا، يتحدث بها 59 شخصًا (حسب إحصاء أجري عام 2000) في مقاطعة جلب، بمحافظة جوبا الوسطى جنوب الصومال، وفي العقود الأخيرة تحول الناطقون بهذه اللغة إلى لهجة ماي [الإنجليزية]. وتشير تقارير إلى أن جميع المتحدثين باللهجة في الثمانينيات كانوا أكبر من 60 عامًا. غالبا ما كان ينشط المتحدثون بلهجة بون في الصيد وصناعة الجلود وينشطون مؤخرًا في صناعة الأحذية.
لا يعتبر اللغوي لامبيرتي ومن بعده إثنولوج وجلوتولوغ مصنفة من ضمن اللغات الكوشية الشرقية.، حيث أن السجلات مجزأة للغاية بحيث لا تسمح بأكثر من ذلك. 
على عكس لغات الصومال، غالبًا ما تنتهي الأسماء والضمائر في لغة بون بحروف العلة، على سبيل المثال afi 'فم'، hididi 'وريد'، illa 'عين'، luki 'ساق'؛ hebla 'فلان'. (بالمقارنة مع الصومالية القياسية af'فم' ''Xidid'' 'وريد' ''il'' 'عين' ''Hebel'' 'فلان')
لاحظ لامبيرتي عددًا من الكلمات التي لا تحتوي على أي أصل مشترك في اللغة الصومالية ولكنها موجودة أيضًا في لغات كوشية أخرى: 
- bafee "رئتين" ~ بالأورومية bafeed "التنفس" (مقارنة بالصومالية (بالصومالية: Sambab)‏) "رئة")
- booGo "فك" بالأرومية "bookho" ((بالصومالية: Daan)‏)
- dhinne "ضلع" ~ بالأورومية čʼinnač ((بالصومالية: Feer)‏)
- helliiso "الكبد" ~ باللغة الرينديلية [الإنجليزية] xelesi ((بالصومالية: Beer)‏)

وهناك بعض الكلمات ذات أصل غير معروف: 
- dimbaaro 'شفة'
- dhuumma 'كِلية'
- figgilo 'ظفر'
- gabo 'ثدي'
- maaka 'الركبة'
- muddur 'إصبع'
- naaju 'رجل'
- naata 'الجسم، الجلد'
- simbiino 'دمعة'